# 난조역
난조역(일본어: 南条駅, なんじょうえき)은 일본 후쿠이현 난조군 미나미에치젠정에 있는 해피라인 후쿠이의 철도역이다.

## 역 구조
쌍단식 2면 2선 구조의 지상역이다. 원래 2면 3선 구조였으나, 중간의 선로가 철거되어 두 승강장이 떨어져 있게 되었다. 상행선 승강장 쪽에 역사가 있으며, 승강장과는 통로로 이어져 있다. 후쿠이 지역 철도부가 관리하는 간이 위탁역이다.

### 승강장
| 역사쪽 | ■ 해피라인 후쿠이선 | 쓰루가 · 마이바라 방면 |
| 반대쪽 | ■ 해피라인 후쿠이선 | 후쿠이 · 가나자와 방면 |

## 역세권 정보
- 국도 제365호

## 역사
- 1896년 7월 15일 - 관설철도 (뒷날의 일본국유철도) 호쿠리쿠 본선 쓰루가 역 ~ 후쿠이 역 구간의 개통과 동시에 개업. 당시에는 사바나미 역이었다.
- 1973년 4월 1일 - 난조 역으로 이름이 바뀌었다.
- 1987년 4월 1일 - 민영화에 따라 서일본 여객철도의 소속이 되었다.
- 2024년 3월 16일: 호쿠리쿠 신칸센 가나자와역 ~ 쓰루가역 연장 개통에 따라, 해피라인 후쿠이로 이관됨.

## 인접역
| 해피라인 후쿠이 ■ 해피라인 후쿠이선 | 해피라인 후쿠이 ■ 해피라인 후쿠이선 | 해피라인 후쿠이 ■ 해피라인 후쿠이선 |
| ----------------------------------- | ----------------------------------- | ----------------------------------- |
| 유노오 쓰루가 방면                  | 보통                                | 오시오 다이쇼지 방면                |